# Estació de Puente Genil - Herrera
L'estació de Puente Genil - Herrera és una estació d'alta velocitat propietat d'ADIF que dona servei a la LAV Còrdova-Màlaga. Es troba a la vora de la carretera A-318 al límit provincial entre Còrdova i Sevilla.